# Haemaphysalis spinulosa
Haemaphysalis spinulosa este o specie de căpușe din genul Haemaphysalis, familia Ixodidae, descrisă de Neumann în anul 1906. Conform Catalogue of Life specia Haemaphysalis spinulosa nu are subspecii cunoscute.